# Phillip Richardson
Phillip John Sampey Richardson (Winthorpe, 17 marzo 1875 – Londra, 17 febbraio 1963) è stato un giornalista e scrittore britannico che scrisse diverse opere sulla danza.

## Biografia
Scrisse sul periodico Dancing Times dal 1910 al 1957. Fu tra i fondatiori della The Association of Teachers of Operatic Dancing of Great Britain (in seguito la Royal Academy of Dance ), nel 1920, e dell'International Council of Ballroom Dancing (in seguito World Dance Council ) nel 1950.
Ha ricevuto un OBE nel 1951 e il Queen Elizabeth II Coronation Award nel 1963. Fu anche un collezionista di rari libri sulla danza che lasciò in eredità alla Royal Academy of Dance. Dopo essere stata nella biblioteca dell'Accademia per 35 anni, la collezione è stata venduta. Parte della collezione è stata microfilmata.

## Opere
- Richardson, P. J. S., and Eustace A. Reynolds-Ball. The Americans' Mecca: Paris and the Beautiful Land of France. London: Middleton, 1910.
- Tynegate-Smith, Eve, and P. J. S. Richardson. The Textbook of Modern Ballroom Dancing. London: Dancing Times, 1933.
- Richardson, Phillip John Sampey. A History of English Ballroom Dancing (1910-45); The Story of the Development of the Modern English Style. London: Herbert Jenkins Ltd, 1946.
- Richardson, Philip John Sampey, and Ifan Kyrle Fletcher. Bibliographical Descriptions of Forty Rare Books Relating to the Art of Dancing. London: Dancing Times, ltd, 1954.
- Richardson, P. J. S. The Social Dances of the Nineteenth Century in England. London: H. Jenkins, 1960.